# Eidolon dupreanum
Eidolon dupreanum — вид рукокрилих, родини Криланових.

## Середовище проживання
Ендемік Мадагаскару. Виявляється як на узбережжі, так і на високих плато центральних областей.

## Спосіб життя
Відомо, що спить у листі дерев, але більш часто в тріщинах скель і печерах. Фрукти є основним компонентом їжі але він також поїдає листя та інші частини рослин. Утворює колонії в діапазоні між 10 і 500 особин, в середньому 200. Максимальний зафіксований розмір колонії 1400 особин.

## Загрози та охорона
Цей вид підлягає заготівлі для м'яса, що є значною загрозою. Цей вид відомий з ряду охоронних територій в тому числі фр. Parc National d’Isalo, Parc National de Namoroka, Réserve Spéciale d’Ankarana, Réserve Spéciale de Cape Sainte Marie, однак, полювання повідомляється всередині фр. Réserve Speciale d'Ankarana.